# Academia de Música CNM
A Academia de Música do Centro Norton de Matos (CNM) é uma escola de música em Coimbra, Portugal.

## Criação
A Academia de Música do Centro Norton de Matos foi criada a 1 de outubro de 2008, em parceria com a empresa Caminhos Sem Atalho, por Pedro Ferreira (membro do grupo musical Anaquim). O Centro Norton de Matos já possuía então uma escola de música, mas que compreendia apenas o ensino de piano, órgão, guitarra clássica e flauta de bisel..
Assim, a leccionação musical no Centro Norton de Matos alargou-se para cerca de 14 matérias (entre as quais aulas de canto, violino, flauta transversal e guitarra portuguesa). O ensino de instrumentos continuou a expandir-se ao longo dos anos lectivos seguintes.
No ano lectivo 2009/2010, foram também constituídos um coro e uma orquestra.

## Descrição
Presentemente tem 50 alunos e alguns professores.

## Concertos e Projectos
A Academia de Música CNM organiza vários concertos e outros projectos ao longo do ano. Entre estes, estão os concertos da Academia de Música na FNAC Coimbra   e a Semana musical. Esta última consiste na realização de vídeos com a actuação dos alunos da Academia para posterior colocação no canal YouTube da escola.
No final de cada ano, geralmente, são organizados os Concertos de Fim de Ano. A Academia de Música CNM pode actuar perto do Centro Norton de Matos ou até num local histórico da cidade de Coimbra. O 1º Concerto de Fim de Ano de 2011, por exemplo, localizou-se na Praça 8 de Maio. O público-alvo dos concertos da Academia é, assim, bastante extenso.

### Semana da Música
No mês de setembro de 2011 foi organizada a Semana da Música em parceria com o centro commercial Dolce Vita Coimbra. As actividades, que decorreram de 12 a 17 de setembro, envolveu workshops de variadíssimos instrumentos, bem como concertos diários. A banda Anaquim teve a sua actuação no último dia da Semana da Música.